# Gobernación de Járkov
La gobernación de Járkov (ucraniano: Харківська губернія, ruso: Харьковская губерния) fue una de las gubernias del Imperio ruso desde 1835. Fue disuelta en 1925.
En 1902, el entonces gobernador de Járkov, Iván Obolensky, fue víctima de un atentado del Partido Social-Revolucionario, que le atacó con balas emponzoñadas con estricnina.

## Correspondencia con la actualidad
La gobernación comprendía totalmente o grandes porciones de los óblast actuales de Ucrania:
- Óblast de Járkov
- Sur del Óblast de Sumy
- Norte del Óblast de Lugansk

También comprende porciones más o menos pequeñas de los actuales:
- Óblast de Donetsk

## Subdivisiones en uyezd
Los uyezd en los que se dividía la gobernación de Járkov en las disposiciones de 1835 eran:
- Uyezd de Ajtyrka (Ахтырский)
- Uyezd de Bogodújov (Богодуховский)
- Uyezd de Valky (Валковский)
- Uyezd de Volchansk (Волчанский)
- Uyezd de Zmiyov (Змиёвский)
- Uyezd de Izium (Изюмский)
- Uyezd de Kúpiansk (Купянский)
- Uyezd de Lebedinsk (Лебединский)
- Uyezd de Starobelsk (Старобельский)
- Uyezd de Sumy (Сумской)
- Uyezd de Járkov (Харьковский)